# Степанівська селищна рада
Степа́нівська се́лищна ра́да — орган місцевого самоврядування в Сумському районі Сумської області. Адміністративний центр — селище міського типу Степанівка.

## Загальні відомості
- Населення ради: 5 617 осіб (станом на 2001 рік)

## Населені пункти
Селищній раді підпорядковані населені пункти:
- смт Степанівка
- с. Глиняне
- с. Головашівка

## Склад ради
Рада складається з 30 депутатів та голови.
- Голова ради: Макушенко Галина Миколаївна
- Секретар ради: Завгородня Юлія Олександрівна

### Керівний склад попередніх скликань
| Прізвище, ім'я, по батькові | Основні відомості                                                                          | Дата обрання | Дата звільнення |
| --------------------------- | ------------------------------------------------------------------------------------------ | ------------ | --------------- |
| Харченко Людмила Євгенівна  | Селищний голова, 1961 року народження, позапартійна                                        | 26.03.2006   | 01.10.2008      |
| Макушенко Галина Миколаївна | Селищний голова, 1955 року народження, освіта середня спеціальна, член партії Єдиний Центр | 15.03.2009   | 31.10.2010      |
| Макушенко Галина Миколаївна | Селищний голова, 1955 року народження, освіта середня спеціальна, член партії Єдиний Центр | 31.10.2010   |                 |

Примітка: таблиця складена за даними сайту Верховної Ради України

### Депутати
За результатами місцевих виборів 2010 року депутатами ради стали:

#### За суб'єктами висування
| Суб'єкт висування                                       | Кількість обраних депутатів | %    |
| ------------------------------------------------------- | --------------------------- | ---- |
| Самовисування                                           | 23                          | 76,7 |
| Політична партія Всеукраїнське об'єднання «Батьківщина» | 2                           | 6,7  |
| Комуністична партія України                             | 1                           | 3,3  |
| Народна партія                                          | 1                           | 3,3  |
| Партія «Відродження»                                    | 1                           | 3,3  |
| Партія регіонів                                         | 1                           | 3,3  |
| Партія Християнсько-Демократичний Союз                  | 1                           | 3,3  |

#### За округами
| № округу                                                | Прізвище, ім'я, по батькові          | Дата визнання обраним | Освіта  | Партійна приналежність                        | Відомості про обраного депутата                           |
| ------------------------------------------------------- | ------------------------------------ | --------------------- | ------- | --------------------------------------------- | --------------------------------------------------------- |
| Комуністична партія України                             |                                      |                       |         |                                               |                                                           |
| 25                                                      | Куц Юрій Вікторович                  | 01.11.2010            | вища    | член Комуністичної партії України             | Промбаза ЧПКМП «НАСА», охоронець                          |
| Народна Партія                                          |                                      |                       |         |                                               |                                                           |
| 10                                                      | Міщенко Наталія Миколаївна           | 01.11.2010            | вища    | член Народної партії                          | Територіальний центр, завідував відділом                  |
| Партія «ВІДРОДЖЕННЯ»                                    |                                      |                       |         |                                               |                                                           |
| 23                                                      | Вакуленко Микола Іванович            | 01.11.2010            | середня | член Партії «ВІДРОДЖЕННЯ»                     | ЗС Торопилівка, начальник                                 |
| Партія регіонів                                         |                                      |                       |         |                                               |                                                           |
| 30                                                      | Дяденко Наталія Іванівна             | 04.01.2011            | вища    | позапартійна                                  | Степанівська загальноосвітня школа, вчитель               |
| Партія Християнсько-Демократичний Союз                  |                                      |                       |         |                                               |                                                           |
| 13                                                      | Лемешенко Антоніна Петрівна          | 01.11.2010            | середня | член Партії Християнсько-Демократичний Союз   | дошкільний навчальний заклад «Дзвіночок», вихователь      |
| Політична партія Всеукраїнське об'єднання «Батьківщина» |                                      |                       |         |                                               |                                                           |
| 7                                                       | Корнющенко Наталія Іванівна          | 01.11.2010            | середня | член Всеукраїнського об'єднання «Батьківщина» | Степанівська дільнична лікарня, санітарка                 |
| 19                                                      | Горлач Тетяна Миколаївна             | 01.11.2010            | середня | член Всеукраїнського об'єднання «Батьківщина» | Степанівська дільнична лікарня, медсестра                 |
| Самовисування                                           |                                      |                       |         |                                               |                                                           |
| 1                                                       | Мурай Юрій Іванович                  | 01.11.2010            | середня | позапартійний                                 | тимчасово не працює                                       |
| 2                                                       | Чухненко Володимир Віталійович       | 01.11.2010            | середня | позапартійний                                 | тимчасово не працює                                       |
| 3                                                       | Вода Ольга Борисівна                 | 01.11.2010            | середня | позапартійна                                  | Сумська тублікарня, медесестра                            |
| 4                                                       | Басенко Тетяна Олександрівна         | 01.11.2010            | вища    | член Партії регіонів                          | Степанівська селищна рада, спеціаліст по роботі з молоддю |
| 5                                                       | Березовська Світлана Миколаївна      | 01.11.2010            | середня | член Всеукраїнського об'єднання «Батьківщина» | Степанівський фельдшерсько-акушерський пункт, завідувачка |
| 6                                                       | Березовський Олександр Олександрович | 01.11.2010            | середня | позапартійний                                 | приватний підприємець                                     |
| 8                                                       | Сизоненко Микола Анатолійович        | 01.11.2010            | вища    | позапартійний                                 | ЗАТ Компанія РАЙЗ, майстер                                |
| 9                                                       | Сизоненко Андрій Анатолійович        | 01.11.2010            | вища    | позапартійний                                 | ЗАТ Компанія РАЙЗ, майстер                                |
| 11                                                      | Аліфанов Микола Іванович             | 01.11.2010            | вища    | позапартійний                                 | приватний підприємець                                     |
| 12                                                      | Борщов Андрій Олександрович          | 01.11.2010            | вища    | член Політичної партії «Сильна Україна»       | ТОВ ВКП «Транзит-С», директор                             |
| 14                                                      | Гоцький Євгеній Юрійович             | 01.11.2010            | вища    | позапартійний                                 | тимчасово не працює                                       |
| 15                                                      | Ольшанський Віталій Сергійович       | 01.11.2010            | вища    | позапартійний                                 | ТОВ «Будтранссім», директор                               |
| 16                                                      | Качанов Ігор Станіславович           | 01.11.2010            | середня | позапартійний                                 | ЗАТ Компанія РАЙЗ, оператор                               |
| 17                                                      | Загородня Юлія Олександрівна         | 01.11.2010            | вища    | позапартійна                                  | Степанівська селищна рада, секретар виконкому             |
| 18                                                      | Гончаренко Олександр Олександрович   | 01.11.2010            | вища    | позапартійний                                 | БК «Зодчі — 7», виконроб                                  |
| 20                                                      | Стародуб Раїса Федорівна             | 01.11.2010            | середня | позапартійна                                  | тимчасово не працює                                       |
| 21                                                      | Меркун Любов Григорівна              | 01.11.2010            | середня | позапартійна                                  | тимчасово не працює                                       |
| 22                                                      | Рябуха Надія Олексіївна              | 01.11.2010            | середня | позапартійна                                  | Степанівська селищна бібліотека№ 2, бібліотекар           |
| 24                                                      | Остапенко Олександр Петрович         | 01.11.2010            | середня | позапартійний                                 | приватний підприємець, водій                              |
| 26                                                      | Крамар Віталій Іванович              | 01.11.2010            | вища    | позапартійний                                 | Сумська ЦРЛ, фельдшер                                     |
| 27                                                      | Ісаєв Олександр Васильович           | 01.11.2010            | середня | позапартійний                                 | тимчасово не працює                                       |
| 28                                                      | Курбет Євгеній Григорович            | 01.11.2010            | вища    | позапартійний                                 | Степанівська загальноосвітня школа № 1, вчитель           |
| 29                                                      | Остапенко Сергій Іванович            | 01.11.2010            | середня | член Народної партії                          | приватний підприємець                                     |